# Toni Fernández
Antonio ("Toni") Fernández Casino (Rubí, 15 juli 2008) is een Spaans voetballer die doorgaans speelt als aanvaller. Hij stroomde door vanuit de jeugdopleiding van FC Barcelona.

## Clubcarrière
Fernández genoot zijn jeugdopleiding bij Juventud 25 de Septiembre, RCD Espanyol en FC Barcelona. In het seizoen 2024/25 stroomde hij door naar FC Barcelona B, het beloftenelftal van Barcelona dat uitkomt in de Primera Federación: op 7 september 2024 maakte hij zijn officiële debuut voor de beloften in de competitiewedstrijd tegen Ourense CF. Fernández opende in deze wedstrijd meteen zijn doelpuntenrekening voor Barcelona B, waardoor hij met zijn 16 jaar en 54 dagen de jongste doelpuntenmaker ooit werd voor Barcelona B. Later in de wedstrijd leverde hij ook een assist af voor zijn neef Guille Fernández.
Op 5 januari 2025 maakte Fernández, die al een paar keer de wedstrijdselectie van Hansi Flick had gehaald voor een officiële wedstrijd, zijn officiële debuut voor het eerste elftal van de club: in de bekerwedstrijd tegen UD Barbastro (0-4-winst) liet Flick hem in de 81e minuut invallen voor Pablo Torre. Met zijn 16 jaar en 173 dagen werd hij de tweede jongste debutant ooit voor Barcelona, na Lamine Yamal.

## Clubstatistieken
| Seizoen         | Club            | Land            | Competitie         | Competitie | Competitie | Beker | Beker | Supercup | Supercup | Europees | Europees | Totaal | Totaal |
| Seizoen         | Club            | Land            | Competitie         | Wed.       | Dlp.       | Wed.  | Dlp.  | Wed.     | Dlp.     | Wed.     | Dlp.     | Wed.   | Dlp.   |
| --------------- | --------------- | --------------- | ------------------ | ---------- | ---------- | ----- | ----- | -------- | -------- | -------- | -------- | ------ | ------ |
| 2024/25         | FC Barcelona B  | Vlag van Spanje | Primera Federación | 5          | 2          | —     | —     | —        | —        | —        | —        | 5      | 2      |
| 2024/25         | FC Barcelona    | Vlag van Spanje | Primera División   | 0          | 0          | 1     | 0     | 0        | 0        | 0        | 0        | 1      | 0      |
| Carrière totaal | Carrière totaal | Carrière totaal | Carrière totaal    | 5          | 2          | 1     | 0     | 0        | 0        | 0        | 0        | 6      | 2      |

Bijgewerkt op 5 januari 2025.

## Privé
- Guille Fernández is de neef van Toni, die eveneens voor FC Barcelona speelt. Hun vaders zijn broers en trouwden met hun moeders, die ook zussen zijn. De neven groeiden samen op en dragen daarom allebei dezelfde achternamen, waardoor ze voor een groot deel hetzelfde bloed delen.[2]

## Erelijst
| Competitie          | Aantal       | Jaren        |
| FC Barcelona        | FC Barcelona | FC Barcelona |
| ------------------- | ------------ | ------------ |
| Supercopa de España | 1x           | 2024/25      |